# ایگوانای بیابانی
ایگوانای بیابانی (نام علمی: Dipsosaurus dorsalis) نام یک گونه از تیره ایگوآنایان است.